# Teddy Boy (nummer)
"Teddy Boy" is een nummer van de Britse muzikant Paul McCartney. Hij schreef het oorspronkelijk voor zijn band The Beatles, die het wel opnamen maar niet uitbrachten. In 1970 verscheen het nummer als de tiende track op zijn eerste soloalbum McCartney. De versie van The Beatles verscheen in 1996 voor het eerst op het compilatiealbum Anthology 3.

## Achtergrond
McCartney schreef "Teddy Boy" toen The Beatles in 1968 in India waren. In het nummer wordt beschreven hoe een goede relatie tussen een weduwe en haar volwassen zoon wordt verstoord door haar nieuwe liefde. McCartney vertelde over het nummer: "Nog een liedje dat in India ontstond en in Schotland, en deels in Londen, af werd gemaakt. Deze werd opgenomen voor de film Get Back, maar werd later niet gebruikt."
Op 9 januari 1969 speelde McCartney "Teddy Boy" voor het eerst voor de andere Beatles bij de opnamesessies die zouden uitmonden in het album Let It Be. De band nam op 24 januari een aantal takes van het nummer op. Op een van deze takes maakte John Lennon vreemde geluiden omdat hij het geen sterk nummer vond en zich verveelde. Lennon deed dit bij meerdere takes, waardoor de band nooit een poging deed om een volledige versie van het nummer op te nemen. Op 28 en 29 januari werden nog een paar takes opgenomen, maar geen van deze werden indertijd officieel uitgebracht.
Technicus Glyn Johns koos take 2 van "Teddy Boy", opgenomen op 24 januari, om te mixen voor een eerste versie van het album, dat destijds nog Get Back heette. Op 10 maart 1969 maakte hij een stereomix van het nummer. Aangezien het nummer niet in de film Let It Be voorkwam, verwijderde Johns het nummer van een tweede van het album en verving hij het door "Across the Universe" en "I Me Mine". Een andere reden was dat McCartney aan Johns had verteld dat hij het nummer voor een soloalbum op wilde nemen. The Beatles waren niet tevreden over de pogingen van Johns om een album samen te stellen, waarop Lennon de Get Back-opnamen aan Phil Spector gaf. Spector maakte op 25 maart 1970 twee mixen van het nummer; een hiervan had de volledige lengte en de tweede werd ingekort van 7:30 naar 3:10 minuten. Deze mix werd nooit officieel uitgebracht.
Rond kerst 1969 nam McCartney bij hem thuis een soloversie van "Teddy Boy" op. Op 12 februari 1970 was de basistrack van het nummer klaar en bracht hij de opnamen naar de studio, waar hij het overdubde met drums en handgeklap. Deze versie werd uitgebracht op zijn eerste soloalbum McCartney, dat een maand voor Let It Be werd uitgebracht. De Beatles-versie van het nummer verscheen pas in 1996 voor het eerst op het compilatiealbum Anthology 3. Deze mix bestond uit drie delen die op 28 januari werden opgenomen die werden samengevoegd met twee stukken die op 24 januari werden opgenomen.